# L'allenatore nel pallone 2
Pour plus de détails, voir Fiche technique et Distribution.
L'allenatore nel pallone 2 est une comédie sportive italienne réalisée par Sergio Martino et sortie en 2008.
C'est la suite du film L'allenatore nel pallone du même Sergio Martino sorti en 1984.

## Synopsis
Le célèbre entraîneur de football italien Oronzo Canà (it) s'est retiré dans une villa des Pouilles. Vieux et fatigué, il y mène une vie tranquille en cultivant son vignoble, quand soudain il est convoqué à Milan, dans le nord de l'Italie. Là-bas, le vieux président d'un grand club lombard (« Longobarda ») est atteint de démence et a perdu ses facultés de jugement, et le directeur du club a été licencié. Il décide de faire revenir Oronzo Canà en tant qu'entraîneur, se souvenant de sa grande équipe de football trente ans auparavant, et le charge de ramener le club à ses anciens succès. Oronzo fait confiance à l'intervention d'un milliardaire russe qui a acheté le club pour le promouvoir, mais il s'agit en fait d'une escroquerie. 

## Fiche technique
- Titre original italien : L'allenatore nel pallone 2[1]
- Réalisateur : Sergio Martino
- Scénario : Lino Banfi, Luca Biglione, Riccardo Cassini (it), Romolo Guerrieri, Sergio Martino, Luciano Martino, Franco Verucci
- Photographie : Bruno Cascio (it), Giancarlo Ferrando
- Montage : Alberto Moriani (it), Eugenio Alabiso, Alessandro Cerquetti
- Musique : Amedeo Minghi
- Effets spéciaux : Pasquale Di Viccaro, Stefano Marinoni, Federica Nisi, Paola Trisoglio
- Décors : Fabio Vitale
- Costumes : Valentina Di Palma
- Production : Mino Loy, Luciano Martino, Marco Poccioni, Marco Valsania
- Société de production : Dania Film, Rodeo Drive (it)
- Société de distribution : Medusa Film
- Pays de production : Italie
- Langue originale : italien
- Format : Couleurs
- Durée : 101 minutes
- Genre : comédie sportive
- Dates de sortie :
  - Italie : 11 janvier 2008

## Distribution
- Lino Banfi : Oronzo Canà (it)
- Biagio Izzo (it) : Fedele
- Giuliana Calandra : Mara Canà
- Anna Falchi : Gioia Desideri
- Stefania Spugnini : Michelina Canà
- Alessandro Bonanni : Oronzino
- Andrea Roncato : Andrea Bergonzoni
- Urs Althaus : Aristoteles
- Joanna Moskwa : Myra
- Mirko Da Cruz Evora : Caninho
- Andrea Pucci : Willy Borlotti
- Emilio De Marchi : Ivan Ramenko
- Milo Coretti : Burrai
- Maurizio Casagrande : Procureur Cherubini
- Massimiliano Buzzanca : gardien de but de Longobarda
- Max Parodi (it) : Brambilla
- Andrea Perroni : De Santis
- Giorgio Alfieri : Luisini
- Lucio Montanaro : Peppino, serveur de la maison Canà
- Camillo Milli : Commissaire Borlotti
- Jumeaux Ceccarelli : Les Jumeaux
- Alessandro Caroppo : leader des ultras
- Ivano Niosi : opérateur de télévision Gioia
- Ettore D'Alessandro : Eliot
- Antonio Zambito : Viola Crisantemi
- Dino Cassio : masseur de Longobarda
- Emy Bergamo : la doublure sexy de Bonanni
- Cindy Lucas : serveuse allemande blonde
- Martinha Do Amor Divino : Estella
- Alessandro Del Piero : lui-même
- Francesco Totti : lui-même
- Daniele De Rossi : lui-même
- Gianluigi Buffon : lui-même
- Ilaria D'Amico : elle-même
- Francesco Graziani : lui-même
- Massimo Mauro : lui-même
- Mario Sconcerti : lui-même
- Little Tony : lui-même
- Claudio Lotito : lui-même
- Sandro Piccinini : lui-même
- Giampiero Mughini : lui-même
- Andrij Ševčenko : lui-même
- Carlo Ancelotti : lui-même
- Clarence Seedorf : lui-même
- Cristian Brocchi : lui-même
- Marco Materazzi : lui-même
- Luca Toni : lui-même
- Luciano Spalletti : lui-même
- Carlo Mazzone : lui-même
- Filippo Inzaghi : lui-même
- Alberto Aquilani : lui-même
- Gianluca Curci : lui-même
- Massimo Oddo : lui-même
- Giancarlo Antognoni : lui-même
- Alberto Gilardino : lui-même
- Fulvio Collovati : lui-même
- Marco Civoli : lui-même
- Fabio Galante : lui-même
- Marco Amelia : lui-même
- Anna Billò : elle-même
- Cristiano Militello : lui-même
- Amedeo Goria : lui-même

## Production
Dans ce film, Lino Banfi revient au cinéma après seize ans d'absence, dans le rôle de l'entraîneur de football Oronzo Canà (it) joué 24 ans plus tôt. De nombreuses personnalités du football italien y participent également, notamment : Francesco Totti, Alessandro Del Piero, Gianluigi Buffon, Luca Toni, Marco Amelia, Fabio Galante, Giancarlo Antognoni, Roberto Pruzzo et Ciccio Graziani (it) (ces deux derniers étant déjà apparus dans le premier film avec Carlo Ancelotti). Le masseur du Longobarda est le même acteur (Dino Cassio) qui jouait le rôle du chef de gare dans le film original de 1984. Il s'agit de la dernière apparition au cinéma de Giuliana Calandra, décédée en 2018.

## Lieux de tournage
Le stade de la Longobarda est le Stadio Renato Fioravanti (ancien Stadio dell'Olivo) à Tuscania, tandis que le terrain de sport dans lequel Oronzo Canà voit jouer Caninho pour la première fois est le Stadio Comunale de Montefiascone. Le couvent dans lequel Caninho est accueilli fait toujours partie de l'hôtel Domus La Quercia à Viterbe, autrefois un monastère adjacent au sanctuaire de Santa Maria della Quercia.

## Équipes fictives
Parmi les équipes fictives du film, outre la Longobarda, on trouve la Marchigiana, qui était déjà l'équipe vedette du film Mezzo destro mezzo sinistro - 2 calciatori senza pallone, réalisé par Sergio Martino en 1985. Il est également question de Juliana, la protagoniste de la fiction 2006 de la Rai, L'ultimo rigore 2, également réalisée par Sergio Martino. 